# Talib Kweli
Talib Kweli, de son vrai nom Talib Kweli Greene, né le 3 octobre 1975 à Brooklyn, New York, est un rappeur américain originaire de Park Slope. Il est l'un des rappeurs les plus importants du hip-hop underground, et est fréquemment encensé par la critique et ses pairs bien qu'il ne soit pas un artiste au succès commercial retentissant. Son nom signifie « le chercheur » ou « étudiant de la vérité et du savoir » en arabe.

## Biographie

### Jeunesse
Né à Brooklyn, New York, Kweli a grandi dans un foyer à Park Slope. Sa mère, Brenda Greene, est professeure d'anglais au Medgar Evers College de l'université de la ville de New York et son père, directeur de l'université Adelphi. Son petit frère, Jamal Greene, est professeur en droit à la Columbia Law School, diplômé de la faculté de droit de Yale. Jeune, il est attiré par des rappeurs comme De La Soul et d'autres membres de la Native Tongues Posse qu'il a rencontré au lycée. Talib Kweli était étudiant à la Cheshire Academy, dans le Connecticut, et ancien étudiant à la Brooklyn Technical High School avant son renvoi. Il étudiera plus tard à l'université de New York.

### Débuts (1995–2001)
Kweli fait ses débuts dans la scène musicale underground en 1995 sur l'album Doom du groupe Mood (Main Flow, Donte, Jahson), originaire de Cincinnati, dans l'Ohio. À Cincinnati, Kweli fait également la rencontre de DJ Hi-Tek et les deux collaborent sur des albums à succès modéré sous le nom de Reflection Eternal avec des titres comme Fortified Live publié en 1997 et B-Boy Document 99/Chaos (publié en 1999, en featuring avec The High and Mighty). Peu après son retour à New York, il contacte de nouveau Mos Def et forme le groupe Black Star. Kweli produit avec Hi-Tek leur unique album, Mos Def and Talib Kweli are Black Star publié en 1998. L'album, publié pendant la renaissance du hip-hop afro-centré et conscient, est immédiatement acclamé par la presse spécialisée. Après la séparation de Kweli et Mos Def, Kweli et Hi-Tek continuent en tant que Reflection Eternal sur l'album Train of Thought publié en 2000, bien accueilli par la presse, mais vendu modérément. L'album est enregistré aux Studios Electric Lady.
Un EP intitulé Hip Hop for Respect est publié le 25 avril 2000 par Mos Def et Talib Kweli pour parler de la brutalité policière, en particulier liée à l'affaire Amadou Diallo. Le 4 février 1999, Amadou Diallo est tué de 41 balles par quatre policiers. L'album regroupe 41 rappeurs pour représenter les 41 balles tirées sur Diallo. Les rappeurs participants incluent Owen Brown, Evil Dee, Kool G. Rap, Rah Digga, Sporty Thievz, Shabaam Sahdeeq, Common, Pharoahe Monch, Posdonus, Donte et Main Flow de Mood, Nine, Tiye Phoenix, Breezly Brewn' des Juggaknots, Punchline, Imani Uzuri, El-P et Mr. Len de Company Flow, Jah-Born de Medina Green, John Forté, Mr. Khaliyl, Fre, J-Live, Rubix, Invincible, Wordsworth, A.L., Kofi Taha, Tame One, Jane Doe, Grafh, Shyheim, Channel Live, Wise Intelligent, Cappadonna, Crunch Lo, Rock, Nonchalant, Ras Kass, Dead Prez et Parrish Smith. On y retrouve les producteurs DJ Khalil Mr. Khaliyl, Organized Noize, et 88-Keys. En 2001, Talib Kweli et Mos Def, contribuent à la compilation Red Hot + Indigo de la Red Hot Organization. La compilation est dédiée à Duke Ellington, et sert à récolter des fonds pour la lutte contre le SIDA. Black Star collabore avec John Patton et Ron Carter pour enregistrer Money Jungle. En 2002, Kweli contribue à Red Hot + Riot, une compilation à succès de la Red Hot Organization dédié au nigérien Fela Kuti.

### QualityetThe Beautiful Struggle(2001–2006)
En 2002, Talib publie son premier album solo, Quality, le 19 novembre 2002, qui est un pas vers un son plus grand public. La production est effectuée notamment par DJ Quik et Kanye West. L'album est bien accueilli et l'artiste se popularise grâce au single Get By qui atteint la 77e place du Billboard Hot 100.
En février 2004, Kweli participe à la chanson Get ‘Em High de l'album The College Dropout de Kanye West. Kweli joue ensuite au Chappelle’s Show. En été 2004, Talib Kweli soutient les Beastie Boys à leur tournée Challah At Your Boy World Tour puis jouera aussi au Dave Chappelle's Block Party. En octobre 2004, il participe avec Common et Questlove à la composition de la chanson Yelling Away. En novembre 2004, Kweli publie son deuxième album solo, et son dernier au label Rawkus, The Beautiful Struggle, qui débute 14e du Billboard Hot 100. Kweli répond à la diss song de Jay-Z, Moment of Clarity avec sa chanson Ghetto Show. L'album fait participer The Neptunes, Kanye West et Just Blaze.

### BlackSmith Records,LiberationetEardrum(2005–2009)
En 2005, Kweli publie une mixtape publiée par son nouveau label Blacksmith Records. Elle s'intitule Right About Now: The Official Sucka Free Mix CD, un titre qui répond aux critiques faites à son album The Beautiful Struggle. L'album compte 16 000 exemplaires vendus aux États-Unis la première semaine, et débute à la 113e place du Billboard 200. Avec Right About Now, Kweli crée la polémique en samplant le titre In Other Words de Ben Kweller pour sa chanson Ms. Hill. D'une manière similaire, Kweli réagit sur Twitter scandalisé d'entendre qu'un verset de son titre Fly Away ait été repris par la chanson homonyme de Peter Andre. Kweli explique : « Je protège mes chansons comme un grizzly protège ses petits. Honte à tous ceux qui font ça. »

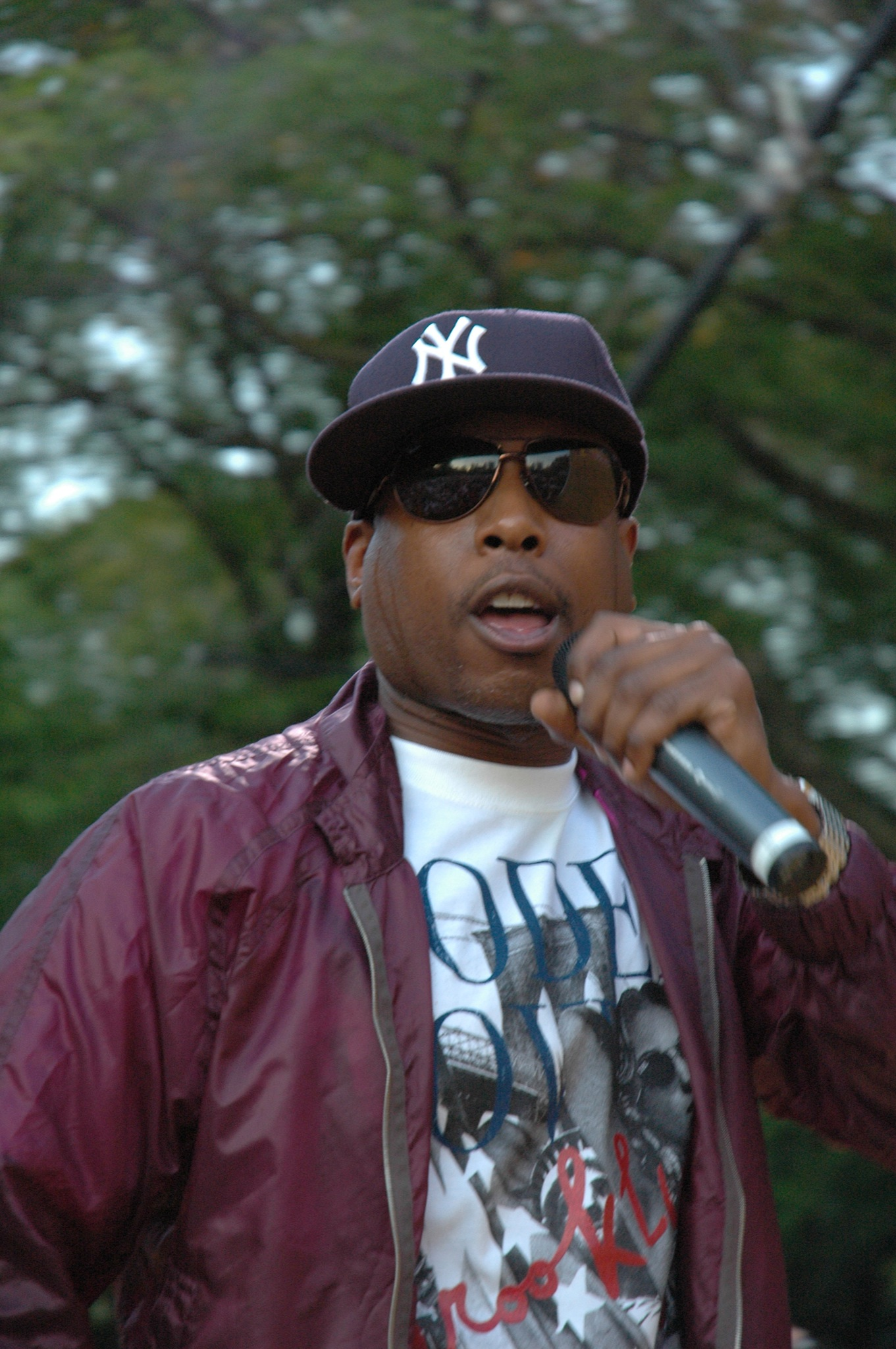
Talib Kweli jouant à Brooklyn en 2008.

En 2006, Kweli signe un contrat de distribution avec Warner Bros. Records pour Blacksmith Records. Warner Brothers lance une communauté en ligne Second Life pour Kweli. En janvier 2006, Kweli participe à une publicité pour la Big Ten Conference de la NCAA. En février 2006, Kweli prête sa voix au protagoniste du jeu vidéo Marc Eckō's Getting Up: Contents Under Pressure. En octobre 2006, Kweli joue au Wild 'N Out sur MTV, présenté par Nick Cannon. Le 31 décembre 2006, Kweli publie neuf chansons qu'il a enregistré avec Madlib en téléchargement libre sur le site web de Stones Throw Records, label auquel il annonce sa signature,. L'album s'intitule Liberation, dans lequel Talib explique au magazine XXL s'être libéré ; « L'idée de concevoir un album comme ça : l'enregistrer à la maison, le donner gratuitement, et être bien reçu pour ça. » En 2007, l'album est mis en vente. La même année, Kweli signe la rappeuse Jean Grae, et le groupe Strong Arm Steady chez Blacksmith Records. Toujours en 2007, Kweli publie son troisième album solo, Eardrum, le 21 août. Il débute deuxième du Billboard 200. Le premier single s'intitule Listen!!!. The Perfect Beat est une chanson sur l'album Eardrum, sur laquelle KRS-One a joué. Pour la réaliser, Kweli a samplé une chanson de Bob Marley & the Wailers appelée, Do It Twice, qui est un rythme de tambour de Paul Douglas,. Kweli participe ensuite à une tournée australienne en octobre 2007. Eardrum, produit par Kanye West, Just Blaze, will.i.am, Nick Speed et Pete Rock, est généralement bien accueilli par la presse spécialisée et compte 129 000 exemplaires vendus en quelques semaines. Encore en 2007, Kweli publie une mixtape qui contient des chansons inédites et collaboratives, intitulée Focus. Talib Kweli joue, en octobre, en Chine au Yue Festival, organisé par Split Works, aux côtés de Faithless et Ozomatli.
En mars 2008, Kweli joue dans l'émission MADE dans le rôle du coach de Colin Colt, un jeune homme qui tente de devenir rappeur. Toujours en mars, Kweli publie la vidéo de sa chanson Hostile Gospel qui est jouée au 106 and Park sur la chaîne américaine BET. Kweli participe à l'album The Formula de 9th Wonder et Buckshot publié le 29 avril 2008 (Hold It Down). Le label de Kweli, Blacksmith Records rompt son contrat avec Warner Bros. Records en décembre 2008. Kweli confirmant à AllHipHop.com que Warner Bros. continuera à distribuer ses projets et ceux de Reflection Eternal uniquement,,. Kweli participe à l'émission Noisemakers with Peter Rosenberg le 21 octobre 2009. Kweli enregistre un nouvel album intitulé Party Robot avec la chanteuse Res et le rappauer canadien Graph Nobel sous le nom de groupe Idle Warship,. L'album est publié en téléchargement libre sur le site web du label Blacksmith avec deux différentes couvertures à la fin de 2009. Deux vidéos sont publiées pour les chansons Bedroom Lights et Black Snake Moan,.
En février 2009, Talib annonce sa participation à la série d'animation Blokhedz sur Missiong.com, doublant la voix d'un presonnage appelé Blak,.

### Gutter RainbowsetPrisoner of Conscious(depuis 2010)

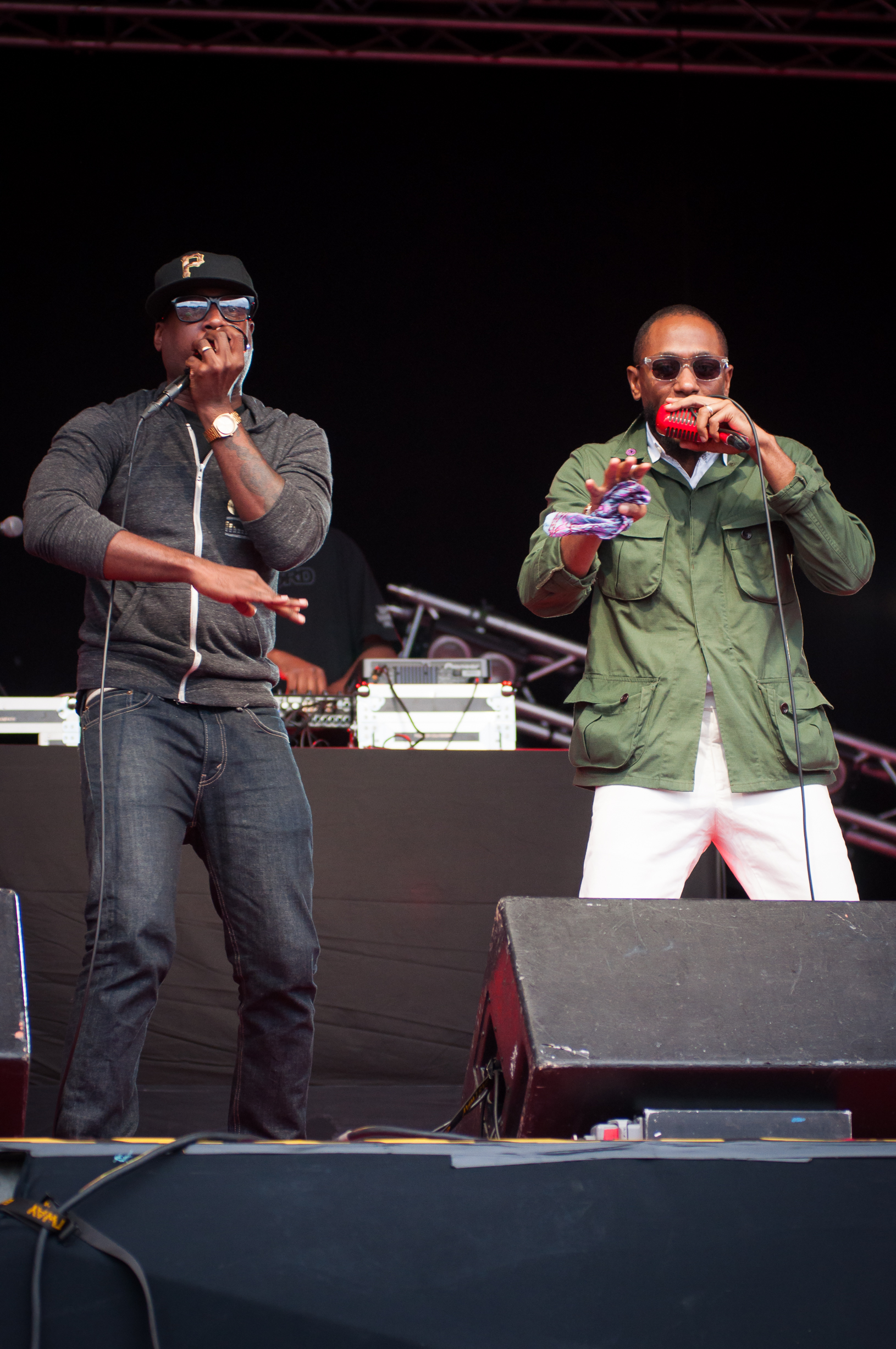
Kweli avec Mos Def du groupe Black Star.

En 2010, Kweli publie avec son compère Hi-Tek, le second album de leur duo Reflection Eternal, Revolutions Per Minute, dix ans après Train of Thought et donne un concert à Marseille au festival Marsatac. Son cinquième album solo, Gutter Rainbows, est sorti en janvier 2011. Son groupe Idle Warship sort l'album Habits of the Heart en novembre 2011. Le groupe n'est maintenant composé que de Kweli et Res. Fin 2012, son label Blacksmith Records ferme ses portes. Il sort son sixième album studio en solo, Prisoner of Conscious, en mai 2013. En mai 2013, il sort un nouvel album solo intitulé Prisoner of Conscious. Il en sort un autre quelques mois plus tard, Gravitas, en décembre - uniquement en téléchargement sur son site officiel #KweliClub. Gravitas sortira ensuite en CD en février 2014.
En août 2015, il propose gratuitement son Fuck the Money sur son site Internet.

## Discographie

### Albums studio
- 2002 : Quality
- 2004 : The Beautiful Struggle
- 2005 : Right About Now: The Official Sucka Free Mix CD
- 2007 : Eardrum
- 2011 : Gutter Rainbows
- 2013 : Prisoner of Conscious
- 2013 : Gravitas
- 2015 : Fuck the Money
- 2017 : Radio Silence

### Albums collaboratifs
- 1998 : Black Star (avec Mos Def)
- 2000 : Train of Thought (avec Hi-Tek sous le nom Reflection Eternal)
- 2006 : Liberation (avec Madlib)
- 2010 : Revolutions Per Minute (avec Hi-Tek sous le nom Reflection Eternal)
- 2011 : Habits of the Heart (avec Res sous le nom d'Idle Warship)
- 2015 : Indie 500 (avec 9th Wonder)
- 2017 : The Seven (avec Styles P.)
- 2020 : Blackstar (avec Lupe Fiasco)
- 2022 : No Fear of Time (avec Mos Def)

### Mixtapes
- 2004 : The Beautiful Mix CD
- 2005 : The Beautiful Mixtape Vol. 2: The Struggle Continues
- 2005 : Right About Now: The Official Sucka Free Mix CD
- 2006 : Brooklyn, Tennessee
- 2006 : Kweli: Confidential
- 2006 : Blacksmith: The Movement
- 2007 : Clinton Sparks & Talib Kweli: Get Familiar
- 2007 : Focus
- 2008 : The MCEO Mixtape
- 2009 : Party Robot (avec son groupe Idle Warship (Talib Kweli, Res & Graph Nobel)
- 2009 : The Re:Union (mixé par Statik Selektah) (avec Reflection Eternal)
- 2010 : Early Mourning Signs
- 2012 : Attack the Block
- 2014 : Javotti Media Presents: The Cathedral
- 2016 : Awful People Are Great at Parties

### Compilation
- 2015 : Train of Thought: Lost Lyrics, Rare Releases + Beautiful B-Sides, Volume One[57]